# Lomnica (Vrapcsiste)
Lomnica (macedónul: Ломница, albánul Llomnica) település Észak-Macedóniában, a Pologi körzet Vrapcsistei járásában.

## Népesség
2002-ben 574 lakosa volt, akik közül 571 albán, 1 macedón és 2 egyéb.